# Ulf Carlsson (Tischtennisspieler)
Ulf „Tickan“ Carlsson (* 2. April 1961 in Falkenberg) ist ein ehemaliger schwedischer Tischtennisspieler. In den 1980er Jahren gehörte er zur Weltspitze. Er ist Weltmeister im Doppel.

## Weltmeisterschaften
Von 1979 bis 1989 nahm Carlsson an allen sechs Weltmeisterschaften teil. Hier wurde er 1985 in Gothenburg zusammen mit Mikael Appelgren Weltmeister im Doppel durch Endspielsieg gegen Orlowski / Pansky und Vizeweltmeister mit der schwedischen Mannschaft. Auch bei der WM 1987 erreichte er mit der Mannschaft Platz zwei.

## Europameisterschaften
Zwischen 1980 und 1988 wurde Carlsson für alle fünf Europameisterschaften nominiert. 1980 siegte er im Endspiel mit dem schwedischen Team gegen Deutschland und wurde so Mannschafts-Europameister. Diesen Erfolg wiederholte er bei der EM 1986, bei der er im Doppel mit Mikael Appelgren Platz 2 erreichte.

## Sonstige internationale Erfolge
Seine besten Platzierungen beim europäischen Ranglistenturnier Europe TOP-12 waren Rang 4 (1986) und Rang 6 (1987). In der Europaliga wurde er 1986 mit Schweden Erster.

## Deutschland
Carlsson spielte zunächst beim schwedischen Verein Falkenbergs BTK. 1980 wechselte er zum deutschen Bundesligaverein TTC Simex Jülich, mit dem er 1984 den Europapokal der Landesmeister gewann. 1985 kehrte er nach Schweden zum BTK Falkenberg zurück, später spielte er für die Vereine BTK Lyckeby und BTK Halmstad.

## Trainer
Ab 1992 trainierte Ulf Carlsson die schwedische Damen-Nationalmannschaft. 1996 trat er die Nachfolge von Sören Ahlen an und wurde Cheftrainer der schwedischen Herren-Nationalmannschaft.

## Privat
Ulf Carlsson heiratete (nach 1999) die schwedische Tischtennisnationalspielerin Åsa Svensson.

## Turnierergebnisse
| Verband | Veranstaltung          | Jahr | Ort        | Land | Einzel        | Doppel        | Mixed        | Team |
| ------- | ---------------------- | ---- | ---------- | ---- | ------------- | ------------- | ------------ | ---- |
| SWE     | Europameisterschaft    | 1988 | Paris      | FRA  | Viertelfinale |               | Halbfinale   |      |
| SWE     | Europameisterschaft    | 1986 | Prag       | TCH  | Halbfinale    | Silber        |              | 1    |
| SWE     | Europameisterschaft    | 1984 | Moskau     | URS  | letzte 16     | Halbfinale    |              |      |
| SWE     | Europameisterschaft    | 1982 | Budapest   | HUN  | letzte 16     | Viertelfinale |              |      |
| SWE     | Europameisterschaft    | 1980 | Bern       | SUI  |               |               |              | 1    |
| SWE     | EURO-TOP12             | 1989 | Charleroi  | BEL  | 12            |               |              |      |
| SWE     | EURO-TOP12             | 1987 | Basel      | SUI  | 6             |               |              |      |
| SWE     | EURO-TOP12             | 1986 | Sodertalje | SWE  | 4             |               |              |      |
| SWE     | EURO-TOP12             | 1984 | Bratislava | TCH  | 10            |               |              |      |
| SWE     | EURO-TOP12             | 1982 | Nantes     | FRA  | 12            |               |              |      |
| SWE     | EURO-TOP12             | 1981 | Miskolc    | HUN  | 10            |               |              |      |
| SWE     | Nordic Meisterschaften | 1986 | Helsinki   | FIN  | Silber        | Silber        |              | 1    |
| SWE     | Nordic Meisterschaften | 1981 | Horning    | DEN  | Gold          |               |              |      |
| SWE     | Nordic Meisterschaften | 1979 | Bergen     | NOR  | Gold          | Gold          |              | 1    |
| SWE     | Weltmeisterschaft      | 1989 | Dortmund   | FRG  | letzte 32     | letzte 16     | letzte 64    |      |
| SWE     | Weltmeisterschaft      | 1987 | New Delhi  | IND  | letzte 32     | Scratched     | Scratched    | 2    |
| SWE     | Weltmeisterschaft      | 1985 | Göteborg   | SWE  | letzte 32     | Gold          | letzte 64    | 2    |
| SWE     | Weltmeisterschaft      | 1983 | Tokio      | JPN  | letzte 16     | letzte 16     | letzte 64    |      |
| SWE     | Weltmeisterschaft      | 1981 | Novi Sad   | YUG  | letzte 32     | Viertelfinale | keine Teiln. | 11   |
| SWE     | Weltmeisterschaft      | 1979 | Pyongyang  | PRK  | letzte 64     | Scratched     | letzte 64    | 8    |